# Брезовица при Градину
Брезовица при Градину (на словенски: Brezovica pri Gradinu) е село в Словения, Обално-крашки регион, община Копер. Според Националната статистическа служба на Република Словения през 2002 г. селото има 41 жители.